# 山崎友親

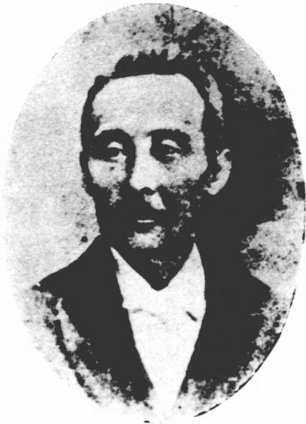
山崎友親

山崎 友親（やまざき ともちか、弘化元年（1844年） - 1897年（明治30年）11月2日）は、明治時代の滋賀県の政治家。

## 生涯
近江国栗太郡中庄村（現滋賀県大津市）の膳所藩士の家に生まれる。膳所藩校遵義堂に学び、京都・江戸に遊学して漢学・兵学を修める。幕末、藩論を尊皇に動かし、明治維新後膳所藩権大参事として藩政を担う。明治4年（1871年）の廃藩置県後、大津県大属に任じられ、後に滋賀県警部等を務め、明治21年（1879年）の栗太郡役所開設と共に初代栗太郡長となり、明治14年（1881年）に野洲郡役所が新設されると両郡の郡長に就任した。
その後自由民権運動を唱え、明治22年（1889年）9月に同志の片岡米太郎、河邨吉三、酒井有ら200名と共に中野傳助・善次郎が営む草津町矢倉（現草津市）の姥ヶ餅本店内に「湖東苦楽府」と称する政治結社を結成し、自ら幹事となり、滋賀県内における自由民権運動を指導した。植木枝盛等を招聘し、演説会を設け自由民権を鼓吹した。明治23年（1890年）7月1日、第1回衆議院議員総選挙に滋賀県第2区に愛国公党より立候補当選し、板垣退助の知遇を得て近江自由大懇親会を開き板垣による演説会を催す等の活動を続けた。しかし、当選以来病気に罹り肝腎の時に上京も出来ぬ状態にあった。明治25年（1892年）2月15日、第2回衆議院議員総選挙において甲賀郡を地盤とする改進党系の林田騰九郎に破れ、明治27年（1894年）3月1日の第3回衆議院議員総選挙では自由党内の調整から野洲郡を地盤とする岡田逸治郎を支持した。明治30年（1897年）11月2日、死去した。